# Kerbors
Kerbors (bret. Kerborzh) – miejscowość i gmina we Francji, w regionie Bretania, w departamencie Côtes-d’Armor.
Według danych na rok 1990 gminę zamieszkiwało 321 osób, a gęstość zaludnienia wynosiła 47 osób/km² (wśród 1269 gmin Bretanii Kerbors plasuje się na 931. miejscu pod względem liczby ludności, natomiast pod względem powierzchni na miejscu 954.).